# Buitreraptor gonzalezorum
Buitreraptor gonzalezorum ("rapaz de La Buitrera, de Fabián González y Jorge González") es la única especie conocida del género extinto Buitreraptor de dinosaurio terópodo dromeosáurido, que vivió a finales del período Cretácico, hace aproximadamente entre 92 y 95 millones de años, en el Cenomaniense-Turoniense, en lo que hoy es Sudamérica.

## Descripción
Buitreraptor fue un pequeño predador emparentado con otros dromaeosáuridos de Gondwana como los Unenlagia y Neuquenraptor, ambos de Sudamérica, el Rahonavis de Madagascar y un diente sin identificar proveniente de Australia. Poseía un hocico esbelto, plano, extremadamente alargado, un 25 % más que el fémur y estrecho con los dientes que carecen el borde aserrado para rasgar carne y están ranurados, fuertemente recurvados y aplanados. Los miembros anteriores eran largos y terminaban en manos con tres dedos. Los dedos eran proporcionalmente más cortos que en otros dromeosáuridos, y esencialmente de la misma longitud, contrariamente a la mayoría de sus parientes, que tenían dedos de longitud diferente, con el segundo dedo siendo considerablemente más largo. El cuerpo como un todo también era muy alargado, con una caja torácica poco profunda y patas traseras aptas para la carrera que terminaban en una garra retráctil. No se han hecho descubrimientos fósiles de ninguna pluma de Buitreraptor. Sin embargo, hay parientes como Microraptor y Sinornithosaurus, de los cuales se conocen 
fósiles con plumas conservadas. Es muy probable, dada su ubicación filogenética, que poseyera plumas. Según Sebastián Apesteguía, esto es comparable a considerar poner pelos a la reconstrucción de un mono extinto basado en que los monos modernos tienen piel con pelos. Se calcula que llegó a medir 1.20 metros de largo, 40 centímetros de alto y a pesar 5 kilogramos.  En 2010, Gregory S. Paul estimó la longitud a 1,5 metros, el peso a tres kilogramos. El esqueleto del Buitreraptor es el más completo de los dromeosáuridos encontrado en el hemisferio sur y sugiere que los miembros del norte y del sur tomaron caminos evolutivos distintos, y que la familia debió originarse durante el Jurásico, mucho antes de lo pensado. Los científicos que lo describieron inicialmente concluyeron que este dinosaurio no era un cazador de animales relativamente grandes como lo eran algunos otros dromeosáuridos, siendo un cazador de pequeños animales como lagartos y mamíferos.

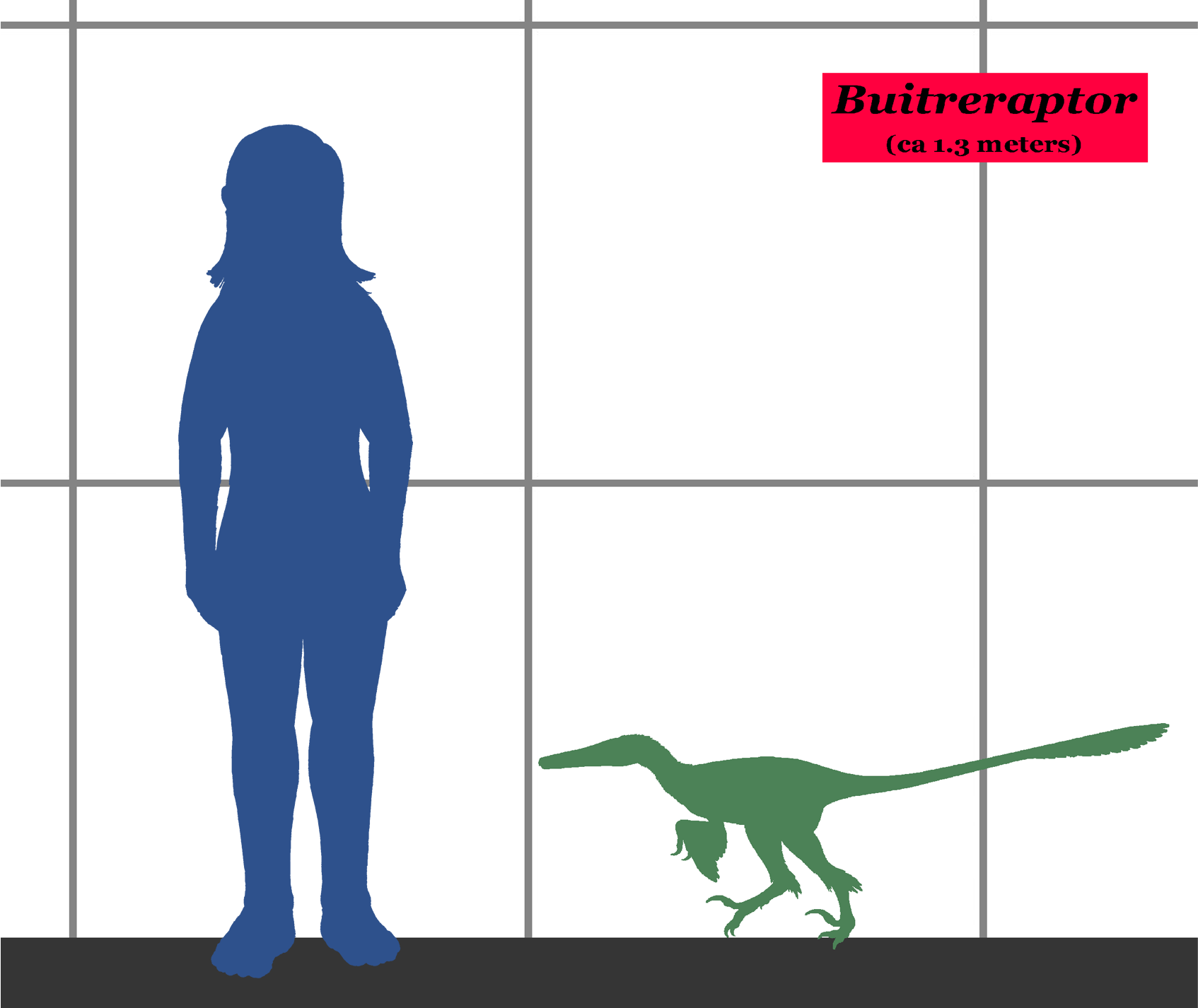
Tamaño de Buitreraptor, en comparación con un ser humano.

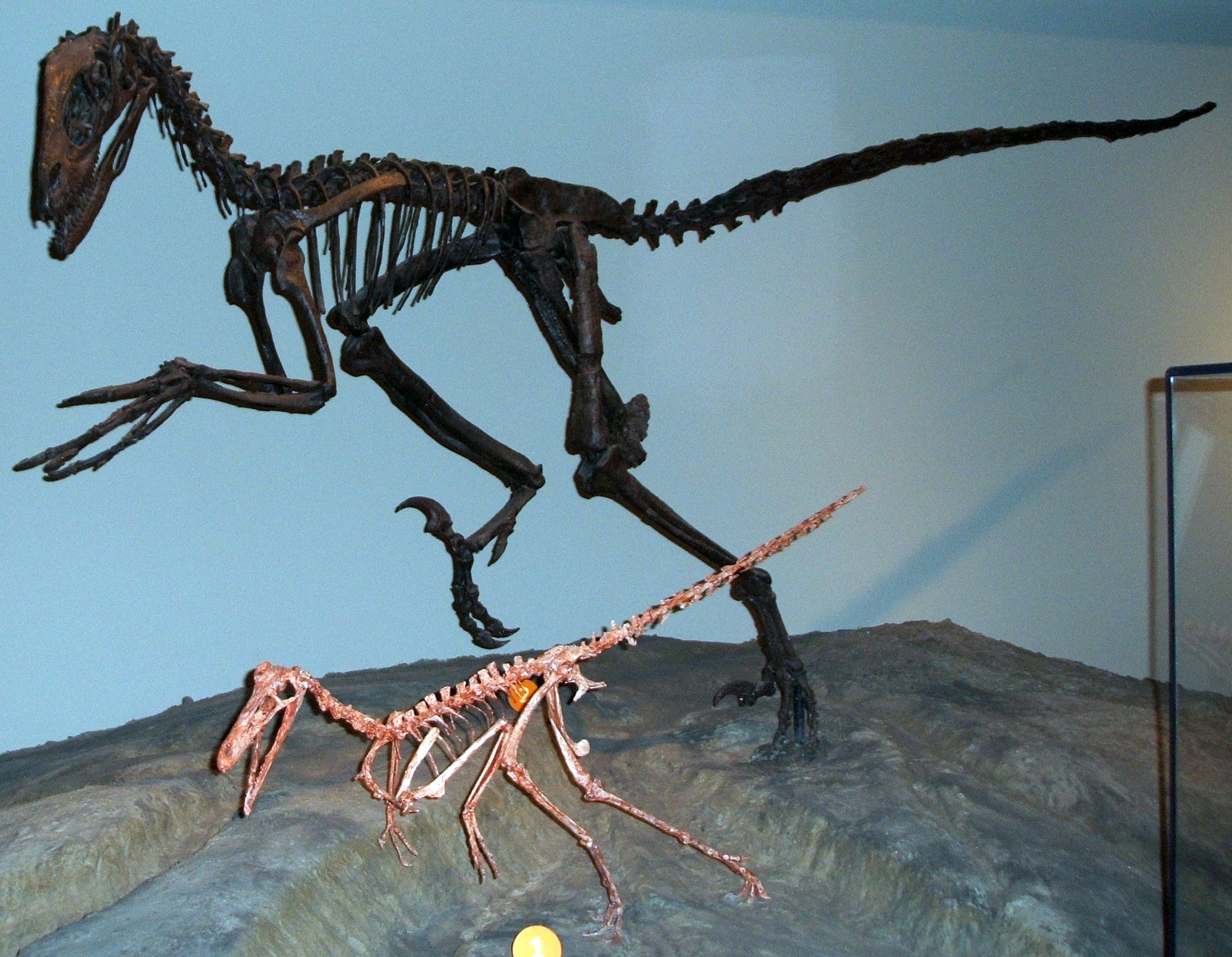
Esqueletos de un buitrerráptor (adelante) y de un deinonico (atrás) en el Museo Field de Historia Natural.

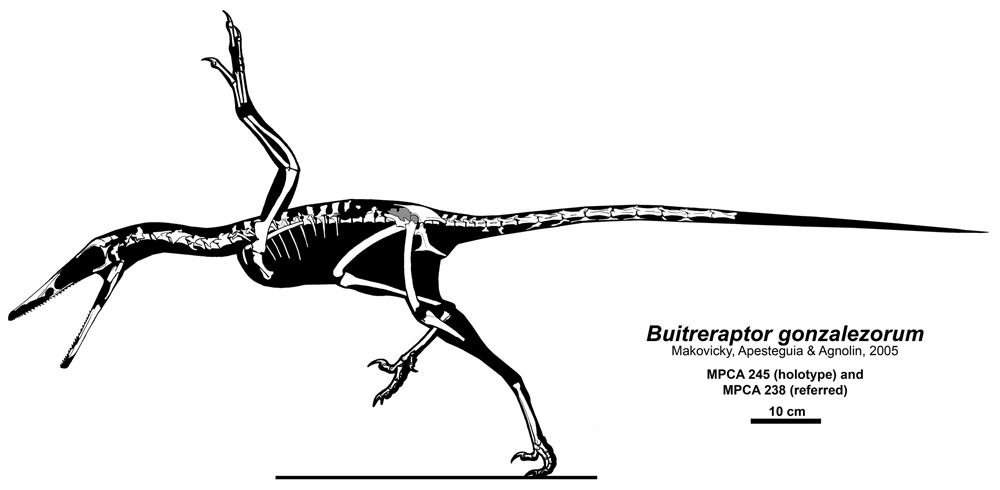
Reconstrucción esquelética del espécimen holotipo.

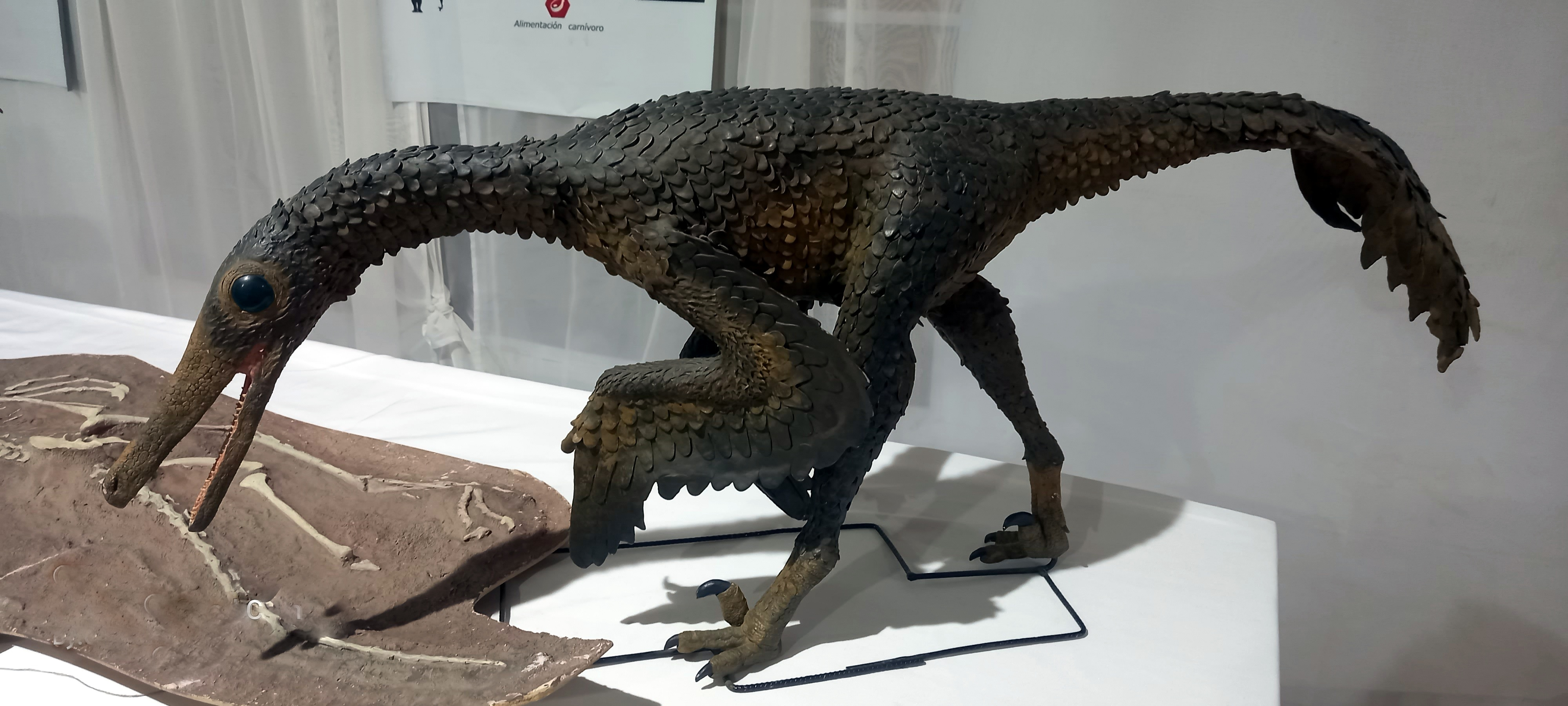
Reconstrucción del dinosaurio aproximada

## Descubrimiento e investigación
Cuatro esqueletos de Buitreraptor fueron hallados a lo largo de varios años entre 2001 y 2004 en las areniscas eólicas de la formación Candeleros, que data entre el Cenomaniano y el Turoniano, hace aproximadamente 94 millones de años en el Cretácico superior. Fue descubierto durante una excavación dirigida por Sebastián Apesteguia, investigador del CONICET en la Fundación Félix de Azara, Universidad Maimonides sumándose al equipo Peter Makovicky, curador de dinosaurios del Museo Field de Historia Natural. Los restos de Buitreraptor provienen del famoso sitio fósil llamado La Buitrera, el "refugio del buitre" en la provincia de Río Negro, en el norte de la Patagonia, Argentina. Aunque los dinosaurios no son los hallazgos más comunes en este sitio, otro sitio cercano y de la misma antigüedad había dado antes los restos de Giganotosaurus, uno de los dinosaurios carnívoros más grandes conocidos. Su descripción se publicó en la revista Nature en 2005. El holotipo, MPCA 245, se encuentra en el Museo Provincial Carlos Ameghino de la ciudad de Cipolletti, provincia del Río Negro, Argentina, consistiendo en un esqueleto casi completo, articulado de un adulto. Un espécimen referido, MPCA 238, es un esqueleto parcial articulado que abarca las caderas, miembro trasero derecho y sacro. Desde el descubrimiento de los primeros dos fósiles de Buitreraptor, los científicos han descubierto por lo menos dos más en la misma área durante la temporada de trabajo de campo llevado en enero de 2005. Después de la publicación original, se sumó al equipo el paleontólogo Federico Gianechini, hoy en la Universidad de San Luis,que realizó su tesis doctoral en el estudio de Buitreraptor. 
Buitreraptor gonzalezorum es la única especie conocida del género Buitreraptor. Su nombre significa "cazador de Buitrera", esto se debe a que el área donde fue hallado se denomina La Buitrera, ubicada en la margen sur de los ríos Limay y Negro provincia de Río Negro. Apesteguía colocó el nombre específico B.&nbspgonzalezorum en honor a sus colaboradores, los hermanos Fabián González y Jorge González quienes realizaron gran parte de la excavación y preparación de los fósiles. El nombre tiene la terminación en "orum" porque en latín es utilizada para señalar un genitivo plural y podría traducirse como "de los González".

## Clasificación

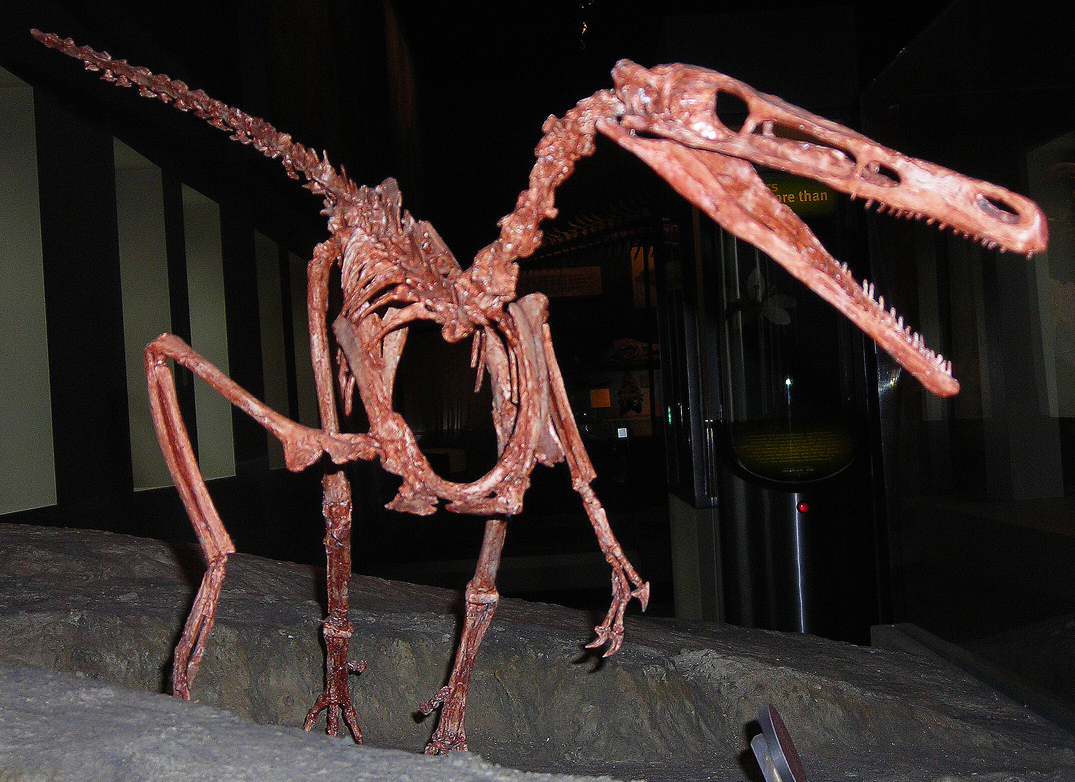
Fósil en exhibición en el Museo de Field, Chicago.

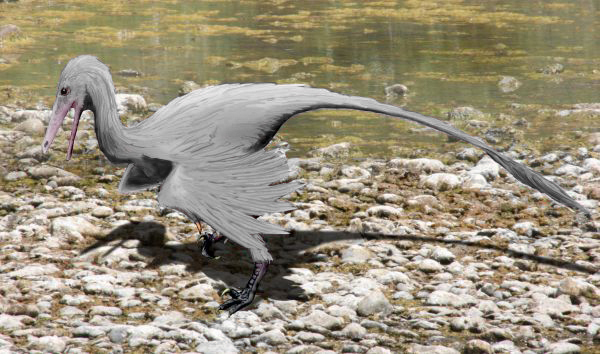
Reconstrucción

Buitreraptor muestra un mosaico de rasgos de dromeosáurido, troodontido y avialano. Fue en 2005 asignado a la familia Dromaeosauridae. Un análisis cladístico por los descriptores mostró que era parte de la subfamilia Unenlagiinae.
El descubrimiento de Buitreraptor también ha sido objeto de discusión entre los científicos en cuanto a la cuestión de si el vuelo podría haber evolucionado independientemente en aves y dromeosáuridos o fue derivado de algún ancestro común volador. Algunos científicos proponen que Rahonavis, un pariente de Buitreraptor, podría volar. Sin embargo, la evidencia para el vuelo no se ha encontrado inequívocamente en otros dromeosáuridos, que ha llevado a algunos científicos a proponer que los dromeosáuridos evolucionaron el vuelo independientemente de pájaros si Rahonavis podía de hecho volar. El cladograma siguiente se basa en el análisis filogenético realizado por Turner, Makovicky y Norell en 2012, mostrando las relaciones de Buitreraptor entre los otros géneros asignados al taxón Unenlagiinae.

|  | Buitreraptor                                               |
|  |                                                            |
|  | \| \| Austroraptor \| \| \| \| \| \| Unenlagia \| \| \| \| |
|  |                                                            |
|  | Austroraptor                                               |
|  |                                                            |
|  | Unenlagia                                                  |
|  |                                                            |

|  | Austroraptor |
|  |              |
|  | Unenlagia    |
|  |              |

|  | Buitreraptor                                               |
|  |                                                            |
|  | \| \| Austroraptor \| \| \| \| \| \| Unenlagia \| \| \| \| |
|  |                                                            |
|  | Austroraptor                                               |
|  |                                                            |
|  | Unenlagia                                                  |
|  |                                                            |

|  | Austroraptor |
|  |              |
|  | Unenlagia    |
|  |              |

### Evolución
Aparte de Buitreraptor, los únicos dromeosáuridos que se conocen de los continentes del sur son Neuquenraptor, Austroraptor, y Unenlagia de Sudamérica, todos descubiertos antes de 2005, Rahonavis que se pensó que era un ave de Madagascar y un diente no identificado de dromeosáurido de Australia. Este descubrimiento en el Hemisferio Sur ayudó a los científicos a aclarar que la familia de los dromaeosaurios estaba más dispersa alrededor del mundo de lo que se pensaba anteriormente. La evidencia indica que los dromaeosaurios aparecieron por primera vez durante el Período Jurásico, cuando los continentes estaban más cercanos entre sí que hoy. Con el descubrimiento de Buitreraptor, los científicos propusieron que los dromeosáuridos se originaron hace alrededor 180&nbspmillones de años, antes de que Pangea se rompiera. Sin embargo, la comunidad científica ha propuesto en los estudios posteriores el tiempo de origen de los dromaeosauridae a unos 160&nbspmillones de años.
Los científicos lo ven como una posibilidad alternativa de que los dromeosáuridos se originaron en el antiguo continente Laurasia en el norte y durante el período cretácico emigraron al sur de Gondwana, ya que las especies conocidas del hemisferio sur tienen características distintivas no compartidas por sus familiares del norte. La Buitrera también reveló restos de cocodrilos terrestres, pterosaurios, los más conocidos rincocéfalos , serpientes con patas, iguanas, lagartos, tortugas, mamíferos y peces pulmonados.

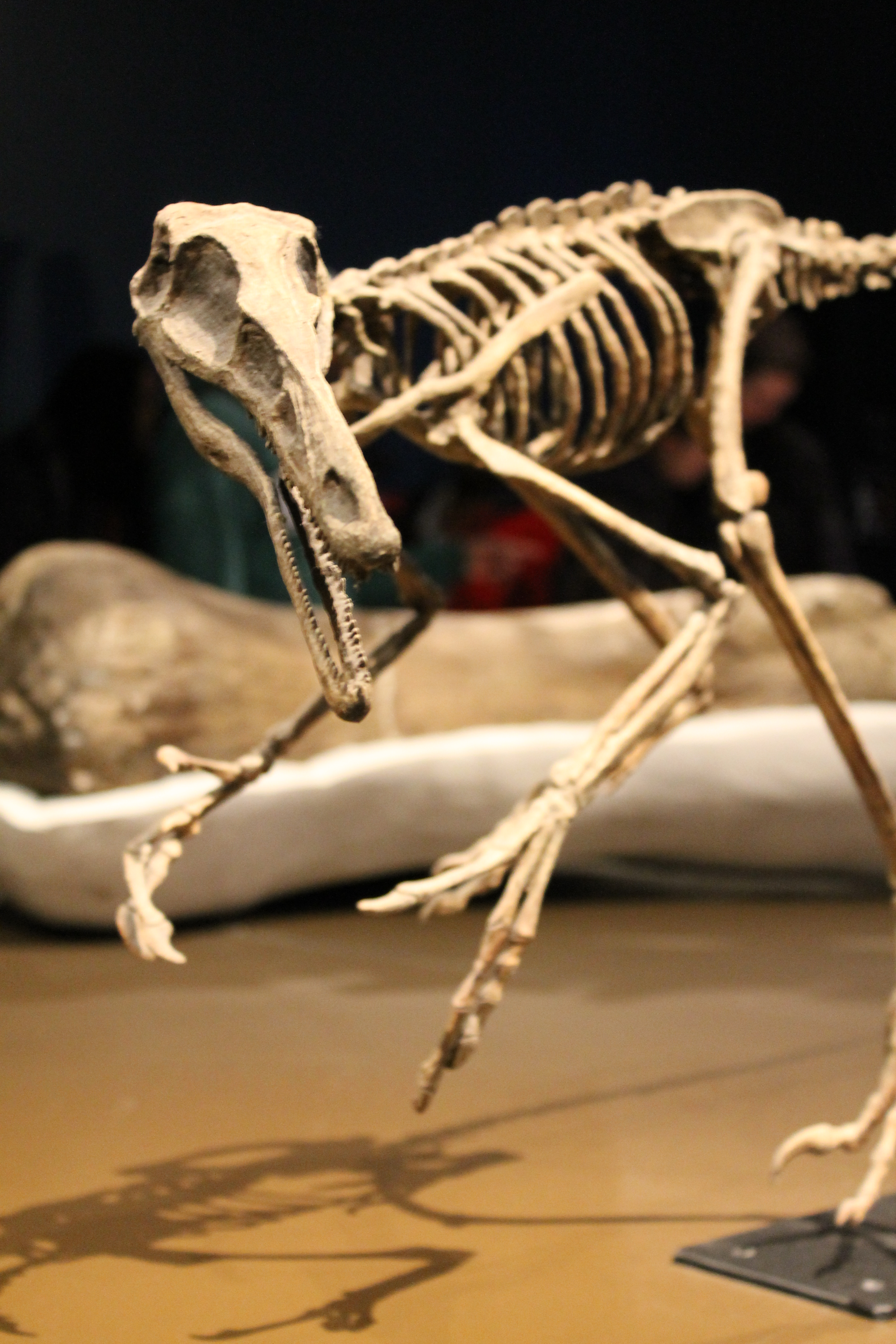
Buitreraptor tenía un cierto grado de visión estereoscópica.